# Alejandro Gallardo
Jesús Alejandro Gallardo Durazo (ur. 16 stycznia 1988 w Magdalena de Kino) – meksykański piłkarz występujący na pozycji bramkarza.

## Kariera klubowa
Gallardo jest wychowankiem akademii juniorskiej zespołu Club Atlas z siedzibą w mieście Guadalajara. Jeszcze zanim został włączony do seniorskiej ekipy, w styczniu 2007 został wypożyczony na okres pół roku do drugoligowego Dorados de Sinaloa. W tej drużynie pozostawał jednak rezerwowym dla Tomása Adriano i rozegrał jedynie dwa ligowe spotkania wskutek jego niedyspozycji. Rok później, również na zasadzie sześciomiesięcznego wypożyczenia, reprezentował barwy Tiburones Rojos de Veracruz z najwyższej klasy rozgrywkowej, lecz tam nie wystąpił w żadnym spotkaniu, tym razem przegrywając rywalizację o miejsce w składzie z Jorge Bernalem i Fabiánem Villaseñorem, a jego ekipa po zakończeniu sezonu 2007/2008 spadła z ligi. Po powrocie do Atlasu zdołał zadebiutować w meksykańskiej Primera División za kadencji szkoleniowca Ricardo Lavolpe; 15 marca 2009 w wygranych 1:0 derbach miasta z Chivas, kiedy pojawił się na placu gry jeszcze w pierwszej połowie, aby zastąpić ukaranego czerwoną kartką José Francisco Canalesa. Nie wywalczył sobie jednak miejsca w wyjściowej jedenastce i występował głównie w rezerwach.
| Sezon     | Klub                        | Kraj   | Rozgrywki        | Mecze | Bramki |
| --------- | --------------------------- | ------ | ---------------- | ----- | ------ |
| 2006/2007 | Dorados de Sinaloa          | Meksyk | Liga de Ascenso  | 2     | 0      |
| 2007/2008 | Club Atlas                  | Meksyk | Primera División | 0     | 0      |
| 2007/2008 | Tiburones Rojos de Veracruz | Meksyk | Primera División | 0     | 0      |
| 2008/2009 | Club Atlas                  | Meksyk | Primera División | 1     | 0      |
| 2009/2010 | Club Atlas                  | Meksyk | Primera División | 0     | 0      |
| 2010/2011 | Club Atlas                  | Meksyk | Primera División | 0     | 0      |
| 2011/2012 | Club Atlas                  | Meksyk | Primera División | 1     | 0      |
| 2012/2013 | Club Atlas                  | Meksyk | Primera División |       |        |

## Kariera reprezentacyjna
W 2005 roku Gallardo został powołany przez selekcjonera Jesúsa Ramíreza do reprezentacji Meksyku U-17 na Młodzieżowe Mistrzostwa Ameryki Północnej, gdzie nie rozegrał ani jednego spotkania, pozostając rezerwowym dla Sergio Ariasa, natomiast jego drużyna zakwalifikowała się na Mistrzostwa Świata U-17 w Peru. Na juniorskim mundialu także nie wystąpił w żadnym z sześciu meczów, ponownie przegrywając rywalizację o miejsce w składzie z Ariasem, a Meksykanie wywalczyli tytuł młodzieżowych mistrzów świata, po pokonaniu w finale 3:0 Brazylii. W 2007 roku znalazł się w składzie reprezentacji Meksyku U-20 na Młodzieżowe Mistrzostwa Świata w Kanadzie. Tam, podobnie jak przed dwoma laty, nie zanotował żadnego występu, tym razem będąc już nie drugim, lecz trzecim golkiperem, po podstawowym Alfonso Blanco i rezerwowym Rodolfo Cotcie. Jego kadra narodowa ostatecznie zakończyła swój udział w rozgrywkach na ćwierćfinale.